# Gerra Gambarogno
Gerra Gambarogno (Gerra) är en ort vid sjön Lago Maggiore i kommunen Gambarogno i kantonen Ticino, Schweiz. 
Gerra Gambarogno var tidigare en egen kommun, men den 25 april 2010 bildades den nya kommunen Gambarogno genom en sammanslagning av Gerra Gambarogno och åtta andra kommuner. 
I den tidigare kommunen finns byarna Riva, Scimiana, Ronco, Casenzano och Monti di Gerra.